# II. Hrvatska nogometna liga – Zapad 1987./88.
II. Hrvatska nogometna liga – Zapad (također i kao Druga hrvatska nogometna liga – Zapad, Druga hrvatska republička nogometna liga – Zapad, Hrvatska regionalna liga – Zapad) je bila jedna od četiri skupine Druge Hrvatske nogometne lige u sezoni 1987./88., te je predstavljala ligu četvrtog stupnja natjecanja nogometnog prvenstva Jugoslavije. 
 Za razliku od proteklih sezona, stvorena je "Jedinstvena hrvatska liga" kao liga trećeg stupnja, a dotadašnje četiri skupine "Hrvatske lige" su postale skupine "Druge hrvatske lige". Novom reorganizacijom natjecanja za sezonu 1988./89., ukinuta je "Jedinstvena hrvatska liga", formirane su "Međurepubličke lige" (u kojima su klubovi iz Hrvatske sudjelovali u skupinama "Zapad", "Sjever" i "Jug"), a četiri skupine "II. hrvatske lige" su postale najviši republički rang u Hrvatskoj.  
 
Sudjelovalo je 14 klubova, a prvak je bio "Rudar" iz Labina.

## Ljestvica
| mj. | klub                 | ut. | pob. | ner. | por. | gol+ | gol- | bod |
| --- | -------------------- | --- | ---- | ---- | ---- | ---- | ---- | --- |
| 1.  | Rudar Labin          | 26  | 14   | 9    | 3    | 47   | 18   | 37  |
| 2.  | Pomorac Kostrena     | 26  | 14   | 9    | 3    | 31   | 20   | 27  |
| 3.  | Opatija              | 26  | 10   | 11   | 5    | 43   | 30   | 31  |
| 4.  | Jadran Poreč         | 26  | 12   | 6    | 8    | 51   | 34   | 30  |
| 5.  | Pazinka Pazin        | 26  | 9    | 10   | 7    | 30   | 25   | 28  |
| 6.  | Uljanik Pula         | 26  | 9    | 10   | 7    | 31   | 33   | 28  |
| 7.  | Kraljevica           | 26  | 8    | 10   | 8    | 33   | 28   | 26  |
| 8.  | Umag                 | 26  | 10   | 5    | 11   | 27   | 32   | 25  |
| 9.  | Jedinstvo DIP Ogulin | 26  | 8    | 8    | 10   | 35   | 37   | 24  |
| 10. | Nehaj Senj           | 26  | 7    | 9    | 10   | 26   | 31   | 23  |
| 11. | Halubjan Viškovo     | 26  | 8    | 7    | 11   | 31   | 42   | 23  |
| 12. | Medulin              | 26  | 7    | 6    | 13   | 25   | 41   | 20  |
| 13. | Digitron Buje        | 26  | 6    | 7    | 13   | 31   | 47   | 19  |
| 14. | Rovinj               | 26  | 3    | 7    | 16   | 26   | 48   | 13  |

## Rezultatska križaljka
| kratica | klub                 | DIG | HAL | JAD | JED | KRA | MED | NEH | OPA | PAZ | POM | ROV | RUD | ULJA | UMAG |
| --- | -------------------- | --- | --- | --- | --- | --- | --- | --- | --- | --- | --- | --- | --- | ---- | ---- |
| DIG | Digitron Buje        |     |     |     |     |     |     |     |     |     |     |     |     |      |      |
| HAL | Halubjan Viškovo     |     |     |     |     |     |     |     |     |     |     |     |     |      |      |
| JAD | Jadran Poreč         |     |     |     |     |     |     |     |     |     |     |     |     |      |      |
| JED | Jedinstvo DIP Ogulin |     |     |     |     |     |     |     |     |     |     |     |     |      |      |
| KRA | Kraljevica           |     |     |     |     |     |     |     |     |     |     |     |     |      |      |
| MED | Medulin              |     |     |     |     |     |     |     |     |     |     |     |     |      |      |
| NEH | Nehaj Senj           |     |     |     |     |     |     |     |     |     |     |     |     |      |      |
| OPA | Opatija              |     |     |     |     |     |     |     |     |     |     |     |     |      |      |
| PAZ | Pazinka Pazin        |     |     |     |     |     |     |     |     |     |     |     |     |      |      |
| POM | Pomorac Kostrena     |     |     |     |     |     |     |     |     |     |     |     |     |      |      |
| ROV | Rovinj               |     |     |     |     |     |     |     |     |     |     |     |     |      |      |
| RUD | Rudar Labin          |     |     |     |     |     |     |     |     |     |     |     |     |      |      |
| ULJA | Uljanik Pula         |     |     |     |     |     |     |     |     |     |     |     |     |      |      |
| UMAG | Umag                 |     |     |     |     |     |     |     |     |     |     |     |     |      |      |
| |                      |     |     |     |     |     |     |     |     |     |     |     |     |      |      |
| podebljan rezultat - utakmice od 1. do 13. kola (1. utakmica između klubova) rezultat normalne debljine - utakmice od 14. do 26. kola (2. utakmica između klubova) rezultat nakošen - nije vidljiv redoslijed odigravanja međusobnih utakmica iz dostupnih izvora rezultat nakošen i smanjen * - iz dostupnih izvora nije uočljiv domaćin susreta prekrižen rezultat - poništena ili brisana utakmica p - utakmica prekinuta 3:0 p.f. / 0:3 p.f. - rezultat 3:0 bez borbe |                      |     |     |     |     |     |     |     |     |     |     |     |     |      |      |